# 可口可樂世界
可口可樂世界（英語：World of Coca-Cola）是美國喬治亞州亞特蘭大的一座展覽館，由可口可樂公司所有，位於彭伯頓廣場（名稱來自於約翰·彭伯頓—可口可樂的發明者）。可口可樂世界也是喬治亞博物館的一部分。

## 历史
可口可樂世界開業於1991年，當時每年有大約九百萬人來到這裡，是亞特蘭大最受歡迎的景點之一，紧邻乔治亚水族馆与奥林匹克百年公园。2007年5月24日，可口可樂世界在整修之後重新對外開放。

## 交通
亚特兰大地铁红线及橙线共用的Civic Center站或Peathtree Center站出站后步行10分钟即可到达。

## 外部連結

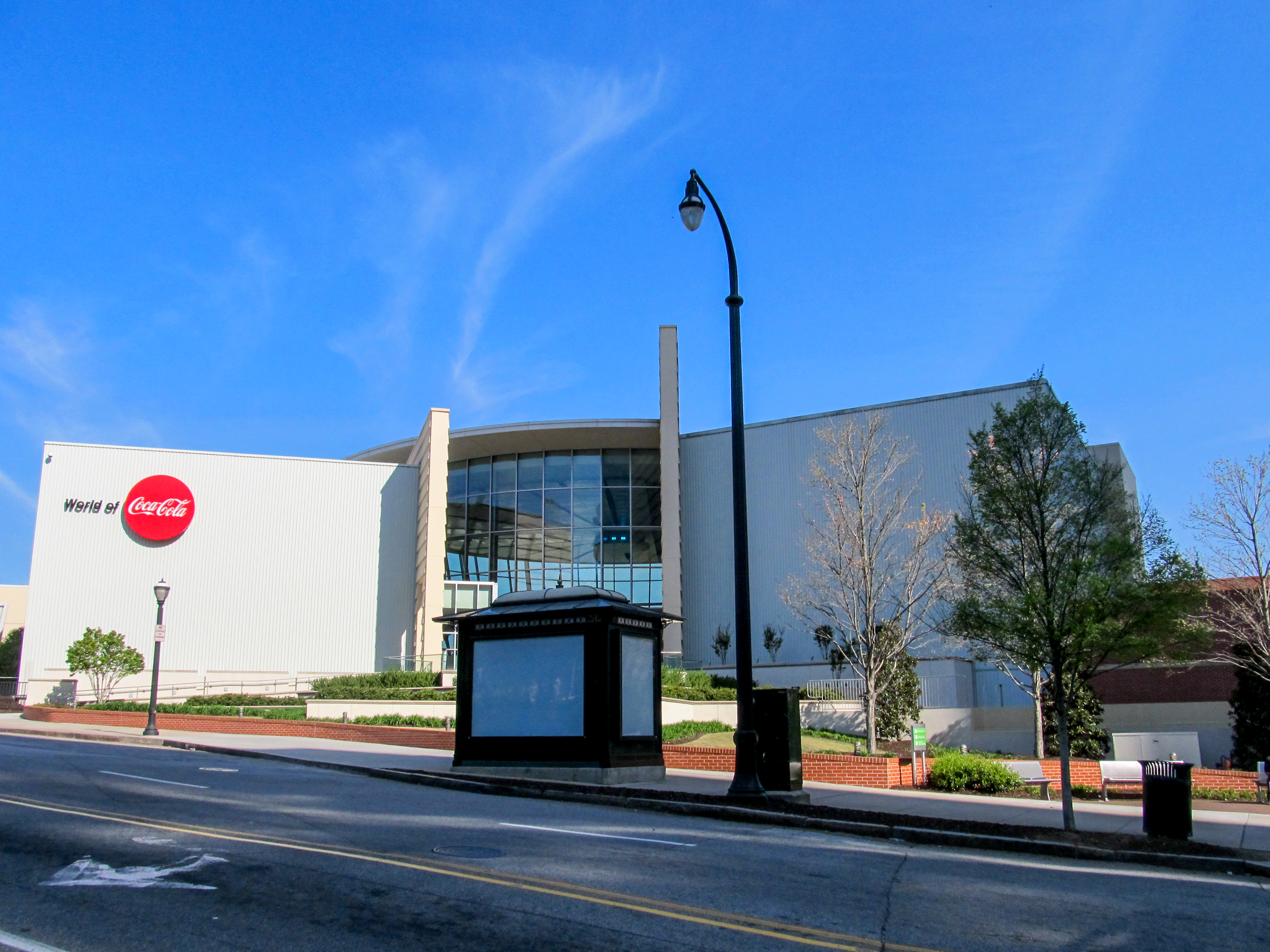
可口可樂世界

- World of Coca-Cola Atlanta website （页面存档备份，存于）
- World of Coca-Cola from Roadside Georgia （页面存档备份，存于）
- Coca-Cola slogans over the years （页面存档备份，存于）
- Always Refreshing Soda Shop （页面存档备份，存于）